# 提篮桥监狱关押过的名人列表
自1903年建成投入使用以后，上海提篮桥监狱在不同历史时期关押过许多名人。

## 公共租界时期（1903年－1943年）
- 章太炎
- 邹容，《革命军》作者，1905年4月死于狱中
- 任弼时，延安时期中共中央书记处五大书记之一
- 杨匏安，中共早期马列主义理论家
- 江上青，皖东北革命根据地创始人之一，江泽民之义父
- 张爱萍，1949年以后曾任国务院副总理、国防部部长
- 杨放之，中华人民共和国国务院副秘书长
- 曹荻秋，上海市市长
- 许亚，福建省委书记
- 吴黎平，化工部副部长
- 袁也烈，少将
- 刘鹤孔，少将
- 阿英，作家、全国文联秘书长
- 周立波，作家、湖南省文联主席

## 国民政府和中华民国政府时期（1945年－1949年）
- 安藤利吉大将，日本驻台湾末代总督，1946年4月19日自杀于狱中
- 泽田茂，日本第13军军长
- 谏山春树，日本驻台湾第10军区参谋长中将
- 镝木正隆少将，日本第34军参谋长，处死于狱中
- 田中久一中将，香港总督
- 伊达顺之助，曾任张作霖顾问，处死于狱中
- 芝原平三郎，杭州日本宪兵队情报主任，处死于狱中
- 大场金次，宁波日本宪兵队分队长，处死于狱中
- 冈部直三郎大将，日本第六方面军司令官，病死狱中
- 梁鸿志，中华民国维新政府行政院长、汪精卫政权监察院长、立法院长，1946年11月10日处死
- 潘毓桂，汪精卫政权天津市市长，1961年11月12日于监狱中病逝
- 汪曼云，汪精卫政权清乡委员会副委员长
- 罗君强，汪精卫政权司法行政部部长
- 陈春圃，汪精卫政权广东省省长
- 吴颂皋，汪精卫政权司法行政部部长
- 周隆庠，汪精卫政权行政院副院长
- 王荫泰，华北政务委员会委员长
- 江亢虎，汪精卫政权考试院院长
- 顾宝衡，汪精卫政权粮食部部长
- 夏奇峰，汪精卫政权审计部部长
- 陈济成，汪精卫政权驻满洲国大使
- 邹泉荪，华北政务委员会委员
- 汪时璟，汪精卫政权中国联合准备银行总裁
- 倪道烺，汪精卫政权安徽省省长
- 傅式悦，汪精卫政权浙江省省长，处死于狱中
- 苏成德，汪精卫政权副总警监，处死于狱中
- 常玉清 (黃道會)，上海黄道会头目，处死于狱中
- 王孝和，1948年9月30日，被槍殺於提籃橋監獄

## 1949年－1978年
- 陈璧君，汪精卫之妻，1949年7月从苏州监狱移押此狱，1959年6月17日病故于狱中。
- 倪柝声，“地方教会”领袖。
- 张愚之，“上海地方教会”骨干。
- 蓝志一，“上海地方教会”骨干。
- 汪佩真，“上海地方教会”骨干。
- 李渊如，“上海地方教会”骨干。
- 张资平，作家。
- 林昭，“右派”分子，著名持不同政见者。1960年到1968年关押并最后处决于龙华机场。
- 龚品梅，天主教上海教区主教。
- 郑超麟，中国托派。
- 徐景贤，上海市革命委员会副主任、上海市委书记
- 朱永嘉，上海市革命大批判写作组总负责人
- 王秀珍，文革期间任上海市委书记。
- 陈阿大，文革期间任上海市委常委。
- 潘国平，文革期间上海造反派组织“工总司”常委。
- 郑念， 英国壳牌石油公司驻上海办事处顾问，文革期间在提篮桥监狱被关押6年。1980年赴美国，创作自传性作品“Life and Death in Shanghai”《上海生死劫》
- 邵洵美，新月派诗人，诗人，散文家，出版家，翻译家。
- 贾植芳，作家、翻译家、学者。

## 1979年以后
- 周正毅，房地产商人，上海首富，2003年5月27日到2006年5月26日，2006年8月22日关押至2020年9月20日。
- 郑恩宠，律师，2003年10月28日到2006年6月5日因周正毅案件被诬陷入狱。
- 杨佳，故意杀人犯，在网络上有刀客之称，2008年独闯上海闸北公安局，杀死六名警察砍伤四人。2008年11月26日被执行死刑。
- 张小波，诗人，出版人，《中国可以说不》作者之一。1987年到1991年因强奸罪入狱。
- 管金生，327国债期货事件当事人[1]。
- 阮曉寰，程序員，因在自己博客“編程隨想”傳播網絡安全常識，翻墻方法，時政評論等於2021年在家中被捕，2023年以煽動顛覆國家政權罪判處有期徒刑7年。2025年7月底從關押4年的看守所轉移至上海提籃橋監獄。